# Championnat de Hong Kong de football 1982-1983
Navigation
Saison précédente Saison suivante
La saison 1982-1983 du Championnat de Hong Kong de football est la trente-huitième édition de la première division à Hong Kong, la First Division League. Elle regroupe, sous forme d'une poule unique, les dix meilleures équipes du pays qui se rencontrent deux fois, à domicile et à l'extérieur. En fin de saison, les deux derniers du classement sont relégués et remplacés par les deux meilleurs clubs de Second Division League, la deuxième division hongkongaise.
C'est le club de Seiko SA, quadruple tenant du titre, qui remporte à nouveau le championnat cette saison après avoir terminé en tête du classement final, avec un seul point d'avance sur Bulova FC et neuf sur Eastern AA. C'est le septième titre de champion de Hong Kong de l'histoire du club.
En bas de classement, c'est un événement historique qui se produit puisque South China AA, vingt titres de champion au palmarès, termine à la dernière place du classement et doit théoriquement être relégué en deuxième division. Le club est sauvé à la fois par le désistement de Ryoden FC pour la saison suivante mais aussi par la décision de Hong Kong Police FC de refuser sa promotion en First Division League.

## Clubs participants
- Seiko SA
- Bulova FC
- Hong Kong Rangers
- South China AA
- Eastern AA
- Happy Valley AA
- Tung Sing FC
- Ryoden FC - Promu de D2
- Tsuen Wan FC
- Sea Bee FC

## Compétition
Le barème de points servant à établir les classements se décompose ainsi :
- Victoire : 2 points
- Match nul : 1 point
- Défaite : 0 point

### Classement
| Rang | Équipe            | Pts | J  | G  | N | P  | Bp | Bc | Diff |
| ---- | ----------------- | --- | -- | -- | - | -- | -- | -- | ---- |
| 1    | Seiko SAT         | 28  | 18 | 12 | 4 | 2  | 31 | 13 | +18  |
| 2    | Bulova FCC        | 27  | 18 | 10 | 7 | 1  | 36 | 20 | +16  |
| 3    | Eastern AA        | 19  | 18 | 7  | 5 | 6  | 23 | 22 | +1   |
| 4    | Hong Kong Rangers | 18  | 18 | 7  | 4 | 7  | 26 | 23 | +3   |
| 5    | Sea Bee FC        | 17  | 18 | 6  | 5 | 7  | 16 | 20 | -4   |
| 6    | Happy Valley AA   | 17  | 18 | 5  | 7 | 6  | 26 | 31 | -5   |
| 7    | Tung Sing FC      | 17  | 18 | 7  | 3 | 8  | 24 | 29 | -5   |
| 8    | Ryoden FCP        | 16  | 18 | 5  | 6 | 7  | 27 | 32 | -5   |
| 9    | Tsuen Wan FC      | 12  | 18 | 4  | 4 | 10 | 17 | 23 | -6   |
| 10   | South China AA    | 9   | 18 | 3  | 3 | 12 | 16 | 29 | -13  |

|  | Champion de Hong Kong 1983                                                 |
|  | Relégation directe en fin de saison                                        |
|  | Retrait du championnat en fin de saison                                    |
|  | T : Tenant du titre C : Vainqueur de la Coupe de Hong Kong P : Promu de D2 |

## Bilan de la saison
| Championnat de Hong Kong de football 1982-1983 |                     |
| Champion                                       | Seiko SA (7e titre) |
| Coupes et trophées                             |                     |
| Vainqueur de la Coupe de Hong Kong 1982-1983   | Bulova FC           |
| Promotions et relégations                      |                     |
| Promus en First Division League                | Zindabad FC         |
| Relégués en Second Division League             | Ryoden FC           |
| Relégués en Second Division League             | Tsuen Wan FC        |